# Self Control (Дисней)
Self Control (рус. «Самоконтроль») — анимационный эпизод мультсериала про Дональда Дака, созданный Уолтом Диснеем в 1938 году.
Дональд спокойно лежит на гамаке и отдыхает. По радио начинает говорить философ Дядюшка Смайли. Он говорит, что когда злишься, надо посчитать до 10 и посмеяться. Дональд запоминает совет.
Дональд решает вздремнуть. Внезапно, прилетает какая-то Муха. Дональд пытается прогнать её и падает с гамака. Он вспоминает совет и уже на седьмой секунде успокаивается.
Дональд снова ложится спать, тем временем, как какая-то Гусеница ползёт нему и останавливается на его ягодицах. Курица, заметившая гусеницу ущипнула Дональда за ягодицы. Дональд хочет прогнать курицу и запутывается в гамаке. В это время. философ снова что-то говорит. Он говорит, что проблема- это просто пузырь, который можно лопнуть с помощью смеха. Гусеница залезает Дональду на клюв, а за ним и курица. Дональд падает с гамака на землю. Он опять считает и опять ложится на гамак.
Из радио снова доносится голос Дядюшки Смайли. Он говорит, какие Птицы прекрасные существа и даже поёт песенку на их языке «Твик». В этот же момент прилетает дятел и пьёт лимонад Дональда. Дональд замечает это и хочет прибить птицу, но задевает ложку с кусочком лимона, который прилетел прямо в Глаз Дональду. Дональд успокаивается и игнорирует происходящее. Дятел начинает стучать по Яблоне очень громко и быстро, поэтому все яблоки сыпятся Дональду в гамак и продырявливают его. Дональд сидит на горе яблок под разорванным гамаком. Но он опять игнорирует это. Всё меняется, когда на голову Дональда упало гнилое яблоко. Теперь Дональд крайне зол… Он хочет убить этого пернатого негодника. Он подставляет к нем рогатку, но тот мигом её ломает соим клювом. Мало того, дятел крал фуражку бедного селезня и проткнул её несколько раз. Дональд бежит в дом и прибегает к дятлу уже с Двустволкой. Он стреляет, но промахивается. Философ Смайли говорит в заключение «Давайте месте посчитаем до 10!». Дональд разбушевался и сломал радио двустволкой.